# Смотрите — небо
«Смотрите — небо» (известен также в написании «Смотрите, небо!») — советский короткометражный чёрно-белый фильм 1962 года, курсовая работа режиссёра Элема Климова по сценарию С. Давыдовой; дипломная работа кинооператоров Н. Василькова и Д. Масуренкова (мастерская Л. В. Косматова). Как и в другом студенческом фильме Климова «Жиних», главные роли исполняют дети.

## История
Элем Климов так вспоминал о создании фильма:
Все мы тогда переживали время истерического поклонения космосу. Так вот, рядом с мальчишками крутится четырёхлетний малыш Коля. И когда большим конструкторам строительство космонавтики осточертело, он их держит. Он-то всерьёз собирается лететь. И так истово в это верит, что садится в нагромождение из бочек и… взлетает.

Тогда я понял: в работе с детьми нельзя сюсюкать. Взрослые всегда ощущают себя педагогами, а детей видят недоумками. Но ребята, как и взрослые, бывают талантливые и не… Главное для режиссёра — распознать, учуять органику. И вот так я напрактиковался, что уже через улицу видел: талантлив ребёнок или нет. А на экране фальшь особенно царапает.

## Сюжет
На летних каникулах школьники в тайне от взрослых строят в старом сарае ракету, чтобы один из них полетел в космос. Мишка принёс мотор для ракеты, Юля утащила из дома копилку-собаку и обменяла на бутылку «реактивного топлива». Ещё в постройке ракеты участвуют Боря и Петя, а маленький дошкольник Алька иногда караулит снаружи, чтобы предупредить об опасности.
Однажды мама Мишки говорит ему, что из их затеи ничего не выйдет, и предлагает ему поиграть с моделями кораблей — она нальёт полную ванну воды и покрасит синькой, это будет море. Мишка загорается этой идеей, Боря и Петя тоже рады ей, однако Юля называет их предателями и не хочет отменять запуск ракеты. Она предлагает, чтобы летел Алька, он самый маленький и влезет в ракету. Ребята узнают, что на следующий день сарай решено ломать, и вылет назначен на утро.
Вечером Алька едет на лифте к себе домой и уже представляет, как будто он в космическом полёте. Он собирает необходимые для путешествия вещи. Ребята находят у ракеты записку от Миши, что он забрал мотор, однако они не говорят Альке. Утром Юля отвлекает дворника и мужиков, пришедших сносить сарай, пока Алька садится в ракету. Боря и Петя «запускают» ракету и пытаются открыть крышу сарая. Наконец, дверцы на крыше распахиваются, и над ними — небо!

## В ролях
- Николай Кодин — Алька
- Серёжа Кокорев
- Юрий Чумаков
- Наташа Чечёткина — Юля
- Андрей Фридман
- Александр Портнягин
- Олег Ионов
- Александра Попова
- Владимир Лебедев — дворник Емельяныч
- Борис Чукаев
- Илья Рутберг — скрипач
- Лев Круглый — отец Альки

## Съёмочная группа
- Режиссёр — Элем Климов
- Сценарист — С. Давыдова
- Оператор — Николай Васильков, Дмитрий Масуренков
- Композитор — Евгений Стихин